# Ransom, Kansas
Ransom là một thành phố thuộc quận Ness, tiểu bang Kansas, Hoa Kỳ. Năm 2010, dân số của xã này là 294 người.

## Dân số
Dân số các năm:
- Năm 2000: 338 người
- Năm 2010: 294 người